# وستارية زغابية
وستارية زغابية (الاسم العلمي:Wisteria villosa) هي نوع من النباتات تتبع جنس الوستارية من الفصيلة البقولية.